# Thales Pan Chacon
Thales da Costa Pan Chacon (São Paulo, 23 de novembro de 1956 –  2 de outubro de 1997) foi um ator, bailarino e coreógrafo brasileiro.

## Biografia
Estudou na Faculdade de Arquitetura e Urbanismo da Universidade de São Paulo, mas não terminou o curso, que abandonou em 1978. Nesta época, já se dedicava ao teatro. 
Foi para a Bélgica, onde foi aluno de Maurice Béjart. Na volta, participou da montagem de Chorus Line, dirigido por Walter Clark. No teatro, trabalhou ainda no musical Gardel, uma Lembrança (1987) e protagonizou Theatro Musical Brazileiro (1995). Ainda no palco, atuou em Trilogia da Louca, O Drácula, Descalços no Parque, Gilda — Um Projeto de Vida, No Coração do Brasil e Fedra, na qual foi responsável também pela coreografia da peça.
Conheceu o reconhecimento profissional do grande público ao atuar ao lado de Fernanda Torres em Eu sei que vou te amar, filme pelo qual Fernanda ganhou o prêmio de melhor atriz no Festival de Cannes. A popularidade o levou às telenovelas, principalmente na Rede Globo. 
Em 1993 foi internado com quadro grave de pneumonia, mas se restabeleceu e voltou a trabalhar após algum tempo. Seu último trabalho foi no filme La Serva Padrona, da diretora, amiga e ex-esposa Carla Camurati, que também o tinha dirigido em Carlota Joaquina — Princesa do Brazil e no curta A Mulher Fatal Encontra O Homem Ideal. 

## Morte
Faleceu em sua casa, no bairro do Higienópolis, pouco antes de completar 41 anos, vítima da AIDS, doença decorrente do vírus HIV que havia contraído dez anos antes, quando estava ensaiando a ópera La Serva Padrona.

## Carreira

### Televisão
| Ano  | Titulo                     | Personagem                 | Notas                                         | Emissora      |
| ---- | -------------------------- | -------------------------- | --------------------------------------------- | ------------- |
| 1982 | Avenida Paulista           | Bianco Pacheco             |                                               | Rede Globo    |
| 1983 | Moinhos de Ventos          | Thiago Barreto Jordão      |                                               | Rede Globo    |
| 1987 | Helena                     | Estácio Vale               |                                               | Rede Manchete |
| 1988 | Fera Radical               | Heitor Flores              |                                               | Rede Globo    |
| 1989 | O Salvador da Pátria       | Cássio Marins              |                                               | Rede Globo    |
| 1990 | Fronteiras do Desconhecido | Davi Frost                 | Episódio: "A Personalidade Intrusa"           | Rede Manchete |
| 1990 | Fronteiras do Desconhecido | Frei Galvão                | Episódio: "Frei Galvão, Francisco Brasileiro" | Rede Manchete |
| 1990 | Meu Bem, Meu Mal           | Henrique Paiva             |                                               | Rede Globo    |
| 1990 | Delegacia de Mulheres      | Pedro                      |                                               | Rede Globo    |
| 1992 | Anos Rebeldes              | Nelson Gomes               |                                               | Rede Globo    |
| 1992 | Você Decide                | Fausto                     | Episódio: "Armadilha do Destino"              | Rede Globo    |
| 1992 | Você Decide                | Antônio Salinas            | Episódio: "Morte em vida"                     | Rede Globo    |
| 1993 | Você Decide                | Edson Cerqueira            | Episódio: "A Barganha"                        | Rede Globo    |
| 1993 | Sex Appeal                 | Hélio Maia Frota (Helinho) |                                               | Rede Globo    |
| 1993 | Olho no Olho               | Patrício Varella           |                                               | Rede Globo    |
| 1997 | Os Ossos do Barão          | Otávio Caldas Penteado     |                                               | SBT           |

### Cinema
| Ano  | Titulo                                | Personagem       | Notas          |
| ---- | ------------------------------------- | ---------------- | -------------- |
| 1979 | Arquitetura da Mentira                | Homem            | Curta-metragem |
| 1984 | Elite Devassa                         | Teodoro D'Angelo |                |
| 1985 | Fonte da Saudade                      | Pai              |                |
| 1986 | Eu Sei que Vou te Amar                | Ele              |                |
| 1987 | A Mulher Fatal Encontra o Homem Ideal | gari / príncipe  | Curta-metragem |
| 1988 | Luzia Homem                           | Alexandre        |                |
| 1991 | Diálogo de todo dia                   | Homem            | Curta-metragem |
| 1991 | Estação Aurora                        | Condutor         | Curta-metragem |
| 1992 | Floresta da Tijuca                    | Repórter         | Curta-metragem |
| 1995 | Carlota Joaquina - princesa do Brazil | Médico           |                |
| 1997 | La Serva Padrona                      | Vespone          |                |